# Leucopogon abnormis
Leucopogon abnormis är en ljungväxtart som beskrevs av Otto Wilhelm Sonder. Leucopogon abnormis ingår i släktet Leucopogon och familjen ljungväxter. Inga underarter finns listade i Catalogue of Life.